# US Alessandria Calcio 1912
Unione Sportiva Alessandria Calcio 1912 – włoski klub piłkarski, grający obecnie w Serie D, mający siedzibę w mieście Alessandria, leżącym w Piemoncie.

## Historia
W 1896 roku założono pierwszy sportowy klub w mieście Alessandria. Nazwano go wówczas Unione Pro Sport. Następnie powstały dwa kolejne w tym mieście Forza e Concordia i Forza e Coraggio. W 1900 roku Unione Pro Sport i Forza e Concordia wycofały się ze sportowej rywalizacji, a Forza e Coraggio stworzyła w 1912 roku sekcję piłkarską, nazwaną Foot Ball Club Alessandria. Początkowo piłkarze grali w biało-błękitnych koszulkach, ale z czasem zastąpiono je szarymi. W 1929 roku klub po raz pierwszy wystąpił w Serie A po tym, jak zajął 3. miejsce w Girone A z ówczesnej Serie B. Przez kolejne osiem sezonów zespół występował w Serie A, a najwyższa pozycja, jaką zajął to szósta. W 1937 roku klub spadł do Serie B, a w 1946 roku po II wojnie światowej wrócił w szeregi pierwszej ligi na dwa kolejne sezony, a kolejny powrót zanotował w 1957 roku i w Serie A występował do 1960 roku. W 1958 roku w jego barwach w meczu z Interem Mediolan zadebiutował Gianni Rivera, jeden z najbardziej znanych piłkarzy klubu. Do 1967 roku klub grał w Serie B i wtedy spadł do Serie C.
W sezonie 2002/2003 Alessandria została zdegradowana do Serie D, a następnie ogłoszono bankructwo. Nowy klub nazwany został U.S. Alessandria Calcio 1912 i wygrał rozgrywki amatorskie awansując tym samym do Serie D/A. W sezonie 2008/2009 awansował do Serie C1.

## Reprezentanci kraju grający w klubie
- Jonathan Bachini
- Adolfo Baloncieri
- Giancarlo Bercellino
- Luigi Bertolini
- Valerio Bertotto
- Felice Borel
- Massimo Carrera
- Mario David
- Giovanni Ferrari
- Bruno Garzena
- Giovanni Giacomazzi
- Francisco Lojacono
- Benito Lorenzi
- Giuseppe Moro
- Bruno Nicole
- Sergio Porrini
- Pietro Rava
- Gianni Rivera
- Francesco Rizzo
- Francesco Rosetta